# Pravonín
Pravonín är en ort i Tjeckien.   Den ligger i regionen Mellersta Böhmen, i den centrala delen av landet, 60 km sydost om huvudstaden Prag. Pravonín ligger 553 meter över havet och antalet invånare är 548.
Terrängen runt Pravonín är huvudsakligen platt, men åt sydväst är den kuperad. Runt Pravonín är det ganska glesbefolkat, med 28 invånare per kvadratkilometer. Närmaste större samhälle är Vlašim, 8,5 km norr om Pravonín. I omgivningarna runt Pravonín växer i huvudsak blandskog.